# Günter Klein (Politiker, 1930)
Günter Klein (* 27. Mai 1930 in Wuppertal-Barmen; † 15. Dezember 1998 in Bremen) war ein deutscher Jurist und Politiker (CDU).

## Biografie

### Ausbildung und Beruf
Nach dem Abitur am Gymnasium in Wuppertal nahm Klein 1950 ein Studium der Rechtswissenschaft, der Volkswirtschaft und der Soziologie an der Universität Köln, an der er bis 1954 studierte, auf, das er 1959 mit dem zweiten juristischen Staatsexamen, der Großen juristischen Staatsprüfung, in Düsseldorf beendete. Anschließend war er von 1959 bis 1960 als Dezernent bei der Düsseldorfer Landesverwaltung tätig. Ab 1960 arbeitete er in Bremen für die Bundeswehr als Rechtslehrer und Rechtsberater an der Schule der Technischen Truppen und ab 1968 als Wehrdisziplinaranwalt bei der 4. Luftwaffendivision der Bundeswehr. Er wurde 1971 Oberregierungsrat.

### Politik
Klein schloss sich der CDU an, war seit 1962 Mitglied im Landesvorstand der CDU Bremen und Kreisvorstandes Bremen-Nord. Er war 1969 sowie seit 1974 stellvertretender Landesvorsitzender der bremischen Christdemokraten.
Er war seit 1963 Mitglied der Bremischen Bürgerschaft. Für die Zeit von 1971 bis 1973 wurde er als Nachfolger von Hans-Hermann Sieling zum Vorsitzenden der CDU-Bürgerschaftsfraktion gewählt; sein Nachfolger wurde Bernd Neumann. Zugleich war er im Stadtteilbeirat von Bremen-Burglesum.
In der Bürgerschaft war er unter anderem Mitglied des Finanzausschusses, ab 1967 Mitglied des Haushaltsausschusse. Er war Vorsitzender im Untersuchungsausschuss zum Baulandskandal von 1969/70 gegen SPD-Senator Wilhelm Blase und SPD-Fraktionsvorsitzenden Richard Boljahn. Von 1971 bis 1973 war er Fraktionsvorsitzender, ab 1975 Vorsitzender des Petitionsausschusses.
Bei der Bundestagswahl 1990 wurde er über die Landesliste Bremen in den Deutschen Bundestag gewählt, dem er bis 1994 angehörte.

### Sonstiges
Günter Klein war evangelisch und verheiratet.